# Миндя
Миндя е село в Северна България. То се намира в община Велико Търново, област Велико Търново.

## География
Намира се на 21 км от Велико Търново и 18 – от Елена. Разположено в полите на Стара планина, на десния бряг на р. Веселина – втората най-буйна по нрав река след р. Върбица (приток на Арда).

## История
Откак има държави, които воюват помежду си – и при всички положения от римско време – на мястото на Миндя (Долната махала) винаги е имало поселище. Причината е, че при всяка война от това място се охранява прохода Боаза към Елена и оттам – прохода Вратник към Сливен и Южна България. За последен път гарнизон зимува в Миндя по време на Руско-турската освободителна война. Руското подразделение, охраняващо прохода от Миндя, се ръководи от Великия княз Александър, братовчед на император Александър Освободител. От онази зима датира и масовото навлизане на името „Александър“ в региона. Пазенето на прохода отново става важно на 4 февруари 1997 година, когато трасето Миндя-Елена-Вратник остава единственият път, свързващ севера и юга. Когато ТИР-овете потеглят по този път, миндювчани изграждат барикада и блокират пътя. Няколко часа по-късно БСП отказва мандат за формиране на правителство.
Сегашният вариант на селото датира от края на 18 век, когато е възстановено от преселници от съседно Капиново, както и от еленските високопланински махали. Името Миндя е заварено от тях и е с векове по-старо. Водещата хипотеза за произхода на името е татарското „мин дя“ (еквивалент на турското ben de), което ще рече „аз самият“, както и „моето, на мен“. Околните села смятат миндювчани за албански преселници по корен.
Основното съперничество е със съседното село Златарица (обявено за град през 1971 година), чиято кръчма и воденица са национализирани от миндювски комунисти през 1947 година.
До края на 1940-те години Миндя е в Еленска околия, понастоящем – в община Велико Търново.
Селото е основен герой в романа „Иван Кондарев“ на еленчанина Емилиян Станев и мястото, където в началото на 1970-те години е сниман едноименният филм със Стефан Данаилов. Миндя фигурира в „Корени“ на Васил Попов (кореняк миндювчанин)и в "Селски работи: разкази за разни неща" на Евгени Дайнов (от 1999 година жител на селото).

## Население
Численост на населението според преброяванията през годините:
| \| Година на преброяване \| Численост \| \| --------------------- \| --------- \| \| 1934 \| 1648 \| \| 1946 \| 1572 \| \| 1956 \| 1146 \| \| 1965 \| 900 \| \| 1975 \| 746 \| \| 1985 \| 425 \| \| 1992 \| 439 \| \| 2001 \| 360 \| \| 2011 \| 241 \| \| 2021 \| 241 \| |           |
| Година на преброяване | Численост |
| 1934 | 1648      |
| 1946 | 1572      |
| 1956 | 1146      |
| 1965 | 900       |
| 1975 | 746       |
| 1985 | 425       |
| 1992 | 439       |
| 2001 | 360       |
| 2011 | 241       |
| 2021 | 241       |

### Етнически състав
Преброяване на населението през 2011 г.
Численост и дял на етническите групи според преброяването на населението през 2011 г.:
|                     | Численост | Дял (в %) |
| Общо                | 241       | 100.00    |
| Българи             | 205       | 85.06     |
| Турци               | 4         | 1.65      |
| Цигани              | 4         | 1.65      |
| Други               | 9         | 3.73      |
| Не се самоопределят | 0         | 0.00      |
| Неотговорили        | 19        | 7.88      |

## Религии
Балканско селище изцяло с българи от православно вероизповедание.

## Култура

### Народно Читалище „Развитие“
Народно Читалище „Развитие“ е основано през 1893 година. До библиотеката притежава 548 тома книги, а през 1925 г. към общинското управление се издига пристройка, в която се помещава библиотеката и читалнята.

## Обществени институции
Пряко избираем кмет. Клубове на СДС, БСП, НДСВ и БЗНС. Читалищно, Черковно и Училищно настоятелства. Клуб на пенсионера и ветерана от войните.

## Културни и природни забележителности
Архитектурата е българска-възрожденска, предимно от периода 1850-1900, осъвременявана между двете световни войни с артикулирани фасади. Двадесетина къщи са в стил „Моравия“ от 1920-те години. Тази мода е пренесена от мигриращи миндювски градинари, работещи на територията на Австро-Унгарската империя.
В р. Веселина се въдят над 15 вида сладководна риба. Добрите места за риболов са, освен бързеите, вировете Дългия, Женския и Тенджерата. Наблизо са реките Еленска и Златаришка. Риболовни язовири в околността: микроязовирите Миндя, Капиново и Мерданя, язовир Йовковци. Лятно време – гъби (Златаришка могила) и къпини (Барагана).
В предпланинските хълмове на юг от селото има съхранени участъци от римски път, поддържан от император Траян, чиято военна столица, Никополис-ад-Иструм, се намира на около 50 км северно, до Поликраище.
В радиус 20 км от Миндя има повече от 10 действащи манастира, вкл. Капиновски, Мердански, Лясковски. През месец май на територията на Капиновски манастир, над водопада се провежда рокерски събор.
В частна къща в селото е направен т. нар. Музей на комунизма, в който стопанинът му е изложил над 1500 предмета от времето на социализма.

## Редовни събития
Съборът на селото се провежда всяка година на Св. Архангел Михаил по стар стил.
От 2009 година ежегодно се организира и още едно събитие, което събира стотици посетители – „Миндя рок фест".

## Личности
- Атанас Стефанов (1891 - 1944), български военен деец, генерал-лейтенант, командир на 5-а пехотна дивизия и на 4-та армия (през Втората световна война)
- Родом от с. Миндя е писателят Васил Попов и неговият съученик, бащата на политолога Евгений Дайнов, Александър Дайнов (бивш шеф на „София прес“). Политологът е жител на селото от 1999 година.

## Други
Залив Миндя на остров Тауър в Антарктика е наименуван в чест на село Миндя.
10.X.2005 г. започват снимките по филма „Врабците през октомври“.